# Wijken en buurten in Leusden
De Nederlandse gemeente Leusden is voor statistische doeleinden onderverdeeld in wijken en buurten. De gemeente is verdeeld in de volgende statistische wijken:
- Wijk 00 Leusden-Centrum Oost (CBS-wijkcode:032700)
- Wijk 01 Leusden-Centrum West (CBS-wijkcode:032701)
- Wijk 02 Leusden-Zuid (CBS-wijkcode:032702)
- Wijk 03 Achterveld (CBS-wijkcode:032703)
- Wijk 04 Stoutenburg (CBS-wijkcode:032704)
- Wijk 05 't Ruige Veld (CBS-wijkcode:032705)

Een statistische wijk kan bestaan uit meerdere buurten. Onderstaande tabel geeft de buurtindeling met kentallen volgens het Centraal Bureau voor de Statistiek (2008):
| CBS-buurtcode | Buurtnaam                         | Inwonertal | Opp. totaal (ha) | Opp. land (ha) | Ligging                |
| ------------- | --------------------------------- | ---------- | ---------------- | -------------- | ---------------------- |
| BU03270000    | Hamershof                         | 590        | 13               | 13             | Locatie in de gemeente |
| BU03270001    | Akkerhoeve                        | 650        | 11               | 10             | Locatie in de gemeente |
| BU03270002    | Noordwijck                        | 900        | 17               | 16             | Locatie in de gemeente |
| BU03270003    | Langenbeek                        | 1080       | 20               | 20             | Locatie in de gemeente |
| BU03270004    | Zwanenburg                        | 530        | 11               | 11             | Locatie in de gemeente |
| BU03270005    | Munnikhove                        | 900        | 14               | 14             | Locatie in de gemeente |
| BU03270006    | Bosveld                           | 650        | 10               | 10             | Locatie in de gemeente |
| BU03270007    | Claverenblad                      | 1290       | 16               | 16             | Locatie in de gemeente |
| BU03270008    | Wildenburg                        | 1720       | 26               | 26             | Locatie in de gemeente |
| BU03270009    | Buitengebied Leusden-Centrum Oost | 340        | 1059             | 1051           | Locatie in de gemeente |
| BU03270100    | Hamersveld-Oud                    | 1070       | 32               | 32             | Locatie in de gemeente |
| BU03270101    | Hamersveld-Nieuw                  | 480        | 11               | 11             | Locatie in de gemeente |
| BU03270102    | Rozenboom                         | 610        | 19               | 19             | Locatie in de gemeente |
| BU03270103    | Rozendaal                         | 1210       | 19               | 19             | Locatie in de gemeente |
| BU03270104    | Alandsbeek-West                   | 480        | 9                | 9              | Locatie in de gemeente |
| BU03270105    | Alandsbeek-Oost                   | 1150       | 18               | 18             | Locatie in de gemeente |
| BU03270106    | De Wetering                       | 1560       | 30               | 30             | Locatie in de gemeente |
| BU03270107    | Rossenberg                        | 850        | 14               | 14             | Locatie in de gemeente |
| BU03270108    | Groenhouten                       | 2270       | 39               | 39             | Locatie in de gemeente |
| BU03270109    | Buitengebied Leusden-Centrum West | 730        | 293              | 290            | Locatie in de gemeente |
| BU03270200    | Kern Leusden-Zuid                 | 1970       | 67               | 66             | Locatie in de gemeente |
| BU03270209    | Buitengebied Leusden-Zuid         | 840        | 2706             | 2700           | Locatie in de gemeente |
| BU03270300    | Kern Achterveld                   | 2030       | 70               | 70             | Locatie in de gemeente |
| BU03270309    | Buitengebied Achterveld           | 480        | 947              | 946            | Locatie in de gemeente |
| BU03270400    | Stoutenburg                       | 360        | 364              | 360            | Locatie in de gemeente |
| BU03270500    | 't Ruige Veld                     | 1860       | 32               | 32             | Locatie in de gemeente |
| BU03270501    | 't Vliet                          | 1940       | 27               | 26             | Locatie in de gemeente |